# 电力路街道
电力路街道，是中华人民共和国甘肃省白银市平川区下辖的一个乡镇级行政单位。

## 行政区划
电力路街道下辖以下地区：
靖电社区、旱坪川社区、向阳社区、水沟沿社区和中心街社区。